# Ernesto Ferrero

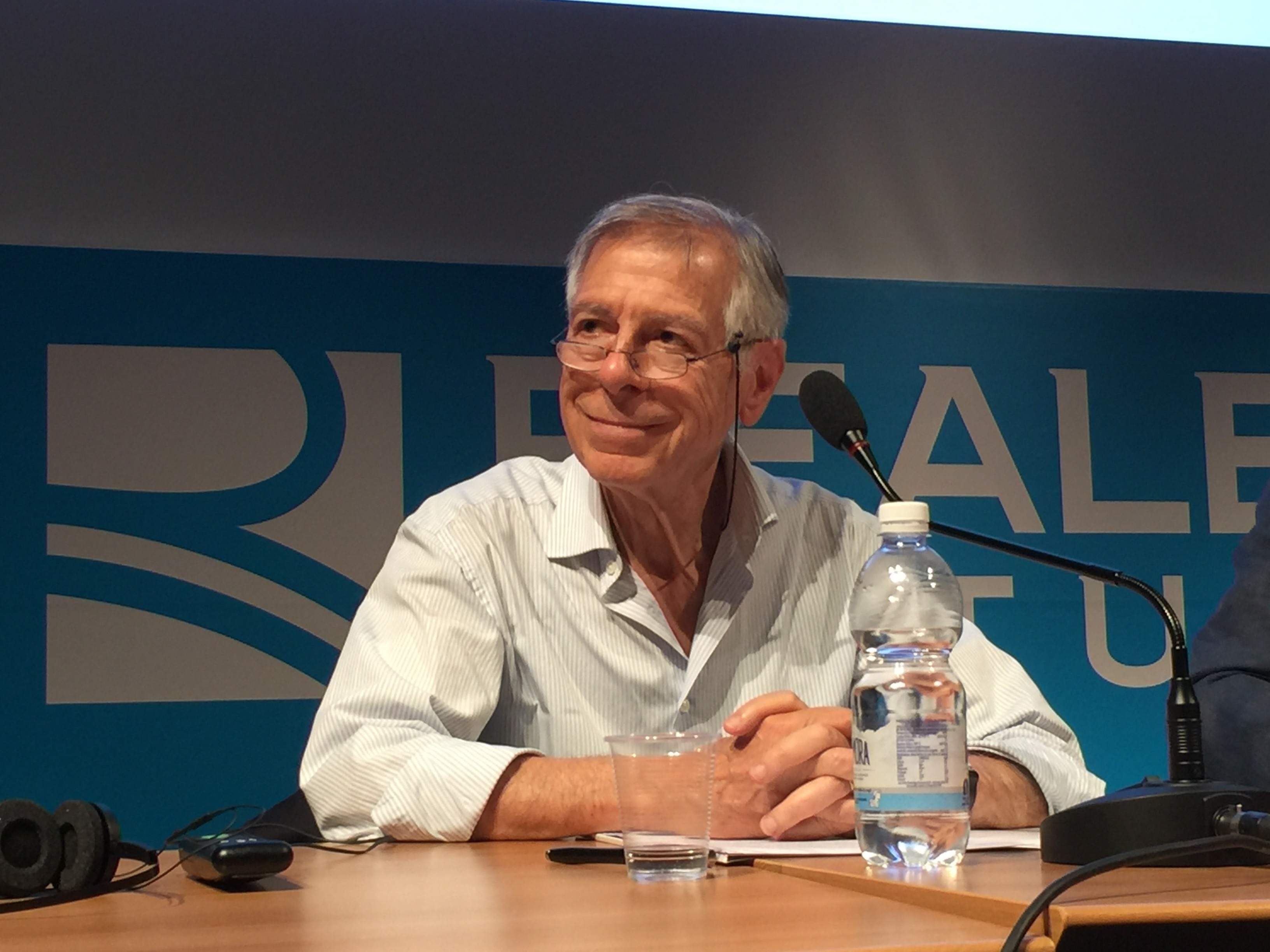
Ernesto Ferrero (2017)

Ernesto Ferrero (* 6. Mai 1938 in Turin; † 31. Oktober 2023) war ein italienischer Schriftsteller und Literaturkritiker. Ab 1998 war er Leiter der Internationalen Buchmesse von Turin.

## Werdegang
Von 1963 bis 1989 arbeitete Ferrero für den Turiner Einaudi-Verlag, zunächst als Pressesprecher, dann als Lektoratsleiter und von 1984 bis 1989 als Leitender Herausgeber. In diesen Funktionen verkehrte er mit zahlreichen Autoren (Elio Vittorini, Italo Calvino, Natalia Ginzburg, Norberto Bobbio, Massimo Mila, Franco Venturi, Giulio Bollati u. a.). Danach war er Hauptgeschäftsführer im Verlag Bollati Boringhieri, Leitender Herausgeber im Garzanti-Verlag und Lektoratsleiter bei Mondadori.
Ferreros Interessengebiete waren Linguistik, Literaturkritik und Geschichte. 1972 veröffentlichte er sein erstes Buch I gerghi della mala dal '400 a oggi (dt.: Die Jargons der Verbrecherwelt vom 15. Jahrhundert bis heute), das den Premio Viareggio für das beste Erstlingswerk erhielt und 1991 in der erweiterten Ausgabe Dizionario storico dei gerghi italiani (Historisches Wörterbuch der italienischen Jargons) erschien.
Als Kritiker befasste er sich vor allem mit Carlo Emilio Gadda (1972), Italo Calvino (1995) und Primo Levi (1997). Außerdem hat er den Dialog zwischen Primo Levi und Tullio Regge (1984) herausgegeben und eine Biografie über Gilles de Rais, besser bekannt als König Blaubart, geschrieben (1975; erweiterte Neuauflage 1998).
Als Erzähler debütierte er 1980 mit dem Roman Cervo Bianco (Weißer Hirsch), der auf der wahren Geschichte eines falschen Indianerhäuptlings basiert, der die Italiener 1924 in seinen Bann zog. Im Jahr 2000 bekam er den Premio Strega für den Roman N., der Napoleons 300 Tage im Exil auf Elba aus der Sicht seines Bibliothekars rekonstruiert. Die Erzählung wurde in viele Sprachen übersetzt und 2006 von Paolo Virzì in N (Io e Napoleone) verfilmt. Über Napoleons organisatorisches und methodisches Geschick hat er zudem 2002 den kurzen Essay Lezioni napoleoniche (Napoleonische Lektionen) veröffentlicht. Mit Elisa Bonaparte, der Schwester des französischen Kaisers, Großherzogin der Toskana und Herzogin von Lucca, befasst sich sein Theatermonolog Elisa (2002).
Im nachfolgenden Roman I migliori anni della nostra vita (2005) ließ er das literarische Kulturleben Italiens Revue passieren, in dessen Mittelpunkt von 1963 bis 1975, dem Todesjahr Pier Paolo Pasolinis, Giulio Einaudi stand. Dies löste in Italien eine lebhafte Debatte über die Rolle des Turiner Verlegers aus.
Darüber hinaus hat Ferrero französische Romane ins Italienische übersetzt: Louis-Ferdinand Célines Voyage au bout de la nuit und Casse-pipe sowie Gustave Flauberts Bouvard et Pécuchet. Als Feuilletonist arbeitete und publizierte er für die Tageszeitungen La Stampa und Il Sole 24 Ore und für die Kulturprogramme des italienischen Fernsehens RAI.

## Werke